# Вилхелм фон Хумболт
Вилхелм фон Хумболт (Потсдам, 22. јун 1767 — Тегел, 8. април 1835) је био немачки филозоф, лингвиста, државник и саоснивач Берлинског универзтета (данас: Хумболтов универзитет у Берлину).

## Биографија
Отац му је био мајор у пруској војсци, који је одликован због учешћа у Седмогодишњем рату. Имао је два сина. Вилхелм је био старији, а млађи Александар фон Хумболт је био природњак, географ и истраживач.
Био је пруски министар просвете, а од 1802. до 1819. био је у дипломатској служби. Био је пруски амбасадор у Риму и Бечу и учествовао је мировним конгресима током и после Наполеонових ратова. Године 1818. због реакционе политике пруске владе повлачи се из политике и посвећује се науци.